# École de médecine Joan C. Edwards
L'École de médecine Joan C. Edwards est une école de médecine à l'Université Marshall à Huntington. C'est l'une des trois écoles de médecine de l'état. 
L'école a été fondée en 1977, avec un financement du gouvernement fédéral, qui prévoyait également une école de médecine à l'East Tennessee State University dans le même temps, afin de remédier à la grave pénurie de médecins dans le centre et le sud des Appalaches. L'école est nommé Joan C. Edwards, en hommage au plus grand contributeur de l'université, dans l'histoire moderne.
L'école se décrit elle-même comme "non-traditionnelle" en ce qu'elle n'est pas associée à une importante recherche et à un hôpital de référence, et les étudiants ne prennent pas des cours dans un seul bâtiment séparé de l'université. Au contraire, elle vise à sensibiliser les élèves à utiliser les ressources de la communauté et de l'université dans la mesure du possible. Les étudiants de première année assistent à des cours sur les campus dans le Robert C. Byrd Biotechnology Science Center (Université Marshall), tandis que la seconde année se déroule à l'Erma Ora Byrd Clinical Centre (ouvert en 2007) sur le site de l'ancien stade Fairfield près de l'hôpital Cabell Huntington où le Programme de Science médico-légale connu au niveau national est également situé. Les deux années ont des cours d'anatomie et utilisent des ressources de la bibliothèque, à la Robert W. Coon Medical Education Building, situé à sept miles du campus au Centre médical du Ministère des anciens combattants (V. A.). Les troisième et quatrième années sont effectuées principalement à la V. A. Centre Médical, Cabell Huntington Hospital, St. Mary's Medical Center et à la Marshall University Rural Health Clinic à Chapmanville. Le principal objectif de l'école est de former une main-d'œuvre médicale pour les Appalaches, bien que les étudiants sont placés dans les premiers programmes de résidence à travers les États-Unis dans les soins de santé primaires et les sous-spécialités. 
L'école offre également un Master et un Doctorat en Sciences Biomédicales (et offre un programme M. D./Ph. D.) et a récemment lancé un programme conjoint de M. D./M. P. H.. L'école propose actuellement des résidences universitaires pour 12 spécialités.
L'admission est basée sur les savoirs, le Medical College Admission Test, et les qualifications personnelles jugées par des entrevues et des recommandations. En tant qu'école de médecine assistée par l'état, Marshall donne la préférence aux résidents de Virginie-Occidentale. Toutefois, certains postes seront disponibles pour les non-résidents qualifiés des états attenant à la Virginie-Occidentale, des non-résidents qui ont des liens très forts avec la Virginie-Occidentale ou à des élèves qui se sont introduits dans notre école par le biais de nos recrutements pipelines et des programmes de sensibilisation. Quel que soit leur état de résidence, les candidats sont pris en considération uniquement s'ils sont des citoyens américains ou ont des visas de résident permanent..